# Teresa Sampsonia
Teresa Sampsonia (født Sampsonia; efter ægteskabet Lady Shirley, 1589 – 1668) var en adelsdame fra Safavideriget i Iran. Hun var gift med den engelske eventyrer Robert Shirley, som hun ledsagede på hans diplomatiske rejser over hele Europa, hvor han repræsenterede den safavidiske kong (Shah) Abbas den Store (r. 1588–1629).
Teresa blev modtaget af mange af de kongelige huse i Europa, såsom den engelske prins Henry Frederick (en) og dronning Anna (hendes barns gudforældre) og samtidige forfattere og kunstnere som Thomas Herbert og Anthonis van Dyck. Herbert betragtede Robert Shirley som "den største rejsende på sin tid", men beundrede den "uforfærdede Lady Teresa" endnu mere. Efter at hendes mand døde af dysenteri i 1628, og pga. myndighederne og hindringer fra stormænd ved hoffet, besluttede Teresa at forlade Iran under Abbas' efterfølger og barnebarn Safis (r. 1629–1642) regeringsperiode. Hun levede i et kloster i Rom i resten af sit liv og helligede sin tid til velgørenhed og religion. Som en gudfrygtig kristen, og pga. hendes kærlighed til sin mand, fik hun Shirleys lig transporteret til Rom fra Isfahan og der begravet igen; på gravstenen for deres fællesgrav nævner hun deres rejser og refererer til sin adelige tjerkessiske oprindelse.
Takket være hendes bedrifter er Teresa blevet beskrevet som en person, der undergravede patriarkalske kønsroller, som de muslimske og kristne kulturer delte på hendes tid. På grund af deres sammensatte personligheder og eventyr blev Teresa og hendes mand genstand for flere samtidige litterære og billedkunstneriske værker. Ikke desto mindre er historien om Teresa som en vigtig kvinde fra det 17. århundrede i vid udstrækning overskygget og tilsløret af fortællingen om hendes mand Robert og hans brødre.

## Tidlige liv og ægteskab
Teresa blev født i 1589 i en adelig ortodoks kristen tjerkessisk familie i Safavideriget, der på det tidspunkt var styret af kong Abbas den Store. Hun blev navngivet Sampsonia ved fødslen. Hun var datter af Ismail Khan, en svoger til kongen, og voksede op i Isfahan ved det iranske kongelige hof som en angiveligt smuk, fuldendt rytterske, der nød at brodere og male.
Robert Shirley var en engelsk eventyrer, der blev udsendt til Safaviderne, efter at en persisk ambassade blev sendt til Europa for at danne en alliance mod det nærliggende Osmanniske Rige, Safavidernes rivaler. Mens han var ved hoffet, mødte Teresa ham og blev forelsket. Med sin tante og Abbas' godkendelse blev Teresa 2. februar 1608 gift med Robert Shirley i Iran. Omkring tidspunktet for deres bryllup blev hun døbt romersk-katolsk af karmeliterne i Isfahan og fik navnet Teresa. Hendes dåbsnavn stammer fra grundlæggeren af De uskoede Karmeliter, Teresa af Ávila.

## Rejser

### Første mission
Teresa ledsagede Robert på hans diplomatiske missioner for kong Abbas til England og andre kongelige huse i Europa. Da de tog afsted på deres første diplomatiske rejse blev Robert fanget af sine fjender. Teresa skulle efter sigende have reddet ham og fået angriberne til at flygte; for dette roste Karmeliterordenen hende for at være "en sand amazone". Teresa og Shirley besøgte storhertugen af Moskva Vasili IV, Pave Paul V i Rom og kong Sigismund III af Polen. I Polen boede Teresa i et kloster i Kraków i nogen tid, mens hendes mand besøgte Prag, hvor kong Rudolph II (r. 1576–1612) gav ham titlen Pfalzgreve. Han ankom til Rom den 27. september 1609 og mødte Ali Qoli Beg, Abbas I's ambassadør, med hvem han var i audiens med paven. Shirley besøgte derefter Savoyen, Firenze, Milano, Genova, Frankrig, Flandern og Spanien (Barcelona og Madrid). Teresa sluttede sig til ham igen i Lissabon via Hamborg. Derefter drog de til Valladolid og Madrid, hvor Teresa lærte de karmelitske nonner at kende, især moder Beatrix de Jesus (Skt. Teresas niece).
Teresa og Shirley forlod De Forenede Nederlande og sejlede efterfølgende fra Bayonne til England, hvor de ankom omkring begyndelsen af august 1611. Deres eneste barn, en søn ved navn Henry (sandsynligvis det første engelskfødte barn af iransk afstamning ifølge Sheila R. Canby (en)), blev født i november 1611 i Shirley-hjemmet i Sussex. Hans gudforældre var Henry Frederick (en), Fyrste af Wales (efter hvem han blev navngivet) og dronning Anne. Teresa og Robert forblev i England i lidt over et år. Inden de drog fra Gravesend (en) til Safaviderne i 1612-1613, besluttede de at aflevere unge Henry til Roberts familie i Sussex. Det menes, at han overlevede indtil mindst 1622, men at han døde i en ung alder. Teresa og Shirleys to-en-halv-årige returrejse til Iran viste sig at være yderst vanskelig: Ved en lejlighed omkom de næsten til søs. Ved en anden, under deres korte stop i Mogulriget for at møde kejser Jahangir (r. 1605–1627), forsøgte fjendtlige portugisere at myrde parret. Parret blev i Iran i et par måneder, før de påbegyndte deres anden mission.

### Anden mission
På deres sidste mission ankom Teresa og Robert i Lissabon via Goa den 27. september 1617. De drog mod Madrid, hvor de blev indtil marts 1622, hvorefter de rejste til Firenze og Rom. Under dette sidste korte besøg i Rom mellem 22. juli og 29. august 1622 malede Anthony van Dyck (dengang 23 år gammel) deres portrætter. Parret rejste derefter til Warszawa i Polen, og muligvis Moskva bagefter, før de besøgte England i 1623 en sidste gang. Med Dodmore Cotton, en udsending fra kongen af England til Persien og andre riger, sejlede de i 1627 til Safavideriget på et skib fra det britiske Ostindiske kompagni. Teresa og Robert vendte tilbage til Isfahan via Surat og Bandar Abbas. Parret flyttede derefter til Qazvin (Safavidernes tidligere hovedstad), hvor kongen belønnede dem med værdifulde gaver. Shirley og Cotton blev alvorligt syge med feber (sandsynligvis dysenteri) kort efter deres ankomst.

## Afgang fra Safavideriget
Shirley og Teresa blev generet af adskillige misundelige adelsmænd og stormænd ved hoffet, som spredte rygter om, at Teresa var muslim, før hun blev kristen. De meldte hende til kongen, og det blev efter sigende offentliggjort i retten, at han havde til hensigt at brænde hende til døde. Robert døde af feber den 13. juli 1628 i Qazvin, femten dage efter at have hørt rapporten. Kongen indkaldte Teresa og spurgte hende, hvorfor stormændene var så meget imod hende. Hun forblev tavs for at beskytte dem; ifølge samtidige redegørelser rådede kongen hende til ikke at være bange, "fordi det ville være sværere for ham at slå en kvinde ihjel end hundrede mænd". Nogle af hans korrupte embedsmænd plyndrede hende for hendes værdier. Teresa blev efter sigende alvorligt syg og blev flyttet til Isfahan for at modtage sakramenterne fra præsterne; hun kom sig imidlertid og besluttede at flytte til et kristent land.
I Safavideriget var det forbudt for kvinder at rejse til udlandet uden tilladelse. Derfor bad karmeliterne i Isfahan guvernøren i Shiraz, Emamqoli Khan, søn af den berømte Allahverdi Khan (en af Abbas' nærmeste medarbejdere), om samtykke på Teresas vegne. En af Emamqoli Khans yndlinge ønskede at gifte sig med Teresa og mindede guvernøren om rapporten, der påstod, at hun havde været muslim før hun var kristen. Hun blev beordret til at stå i en moské foran en mullah (en religiøs dommer), der ville afhøre hende om hendes fortid og hendes religion. Dette fandt karmeliterne uacceptabelt og bad guvernøren om at få Teresa afhørt ved karmeliterfædrenes kirke. Mullahen afviste dette, men der blev opnået enighed om, at de ville mødes i en af guvernøren i Shiraz' godsforvalteres hjem. Hun blev afhørt i en time, før hun fik lov til at tage hjem.

## Senere liv og død
Den 27. december 1634 ankom hun til Rom og blev modtaget venligt af pave Urban VIII, som overlod hende til karmeliterne. Teresa købte et hus ved siden af kirken. I 1658 fik hun Roberts rester transporteret fra Isfahan til Rom, hvor han blev genbegravet i Santa Maria della Scala. I det karmelitske kloster helligede hun sig til velgørenhed og religion indtil sin død i 1668, 79 år gammel. Teresa blev begravet i kirken (hvor hun havde boet i 40 år) i samme grav, som hun havde begravet sin mand Robert i ti år tidligere.
Hun fik indskrevet følgende på sin gravsten:
 Deo Optimo Maximo Roberto Sherleyo Anglo Nobilissimo Comiti Cesareo Equiti Aurato Rodulfi II Imperatori Legato Ad Scia Abbam Regem Persarum og Eiusdeum Regis Secundo Ad Romanos Pontifices Imperatores Reges Hispaniae Angliae Poloniae Moscoviae Mogorri Aliosque Europae Principes Inclito Oratori. Theresia Sampsonia Amazonites Samphuffi Circassiae Principper Filia Viro Amatissimo og Sibi Posuit Illius Ossibus Suisque Laribus I Urbem E Udgiver Pietatis Ergo Translatis Annos Nata LXXIX MDCLXVIII

(Oversat til "To God, the Best and Greatest. For Robert Sherley, most noble Englishman, Count Palatine, Knight of the Golden Spur, Emperor Rudolph II's envoy to Shah Abbas, the King of Persia, (and) the representative of the same King to the Popes of Rome, to Emperors, to the Kings of Spain, England, Poland, Muscovy, and the Mogul Empire, distinguished ambassador to other European princes. Theresia Sampsonia, native of the land of the Amazons, daughter of Samphuffus, prince of Circassia, set up [this monument] for her most beloved husband and for herself, as a resting place for his bones—brought to Rome from Persia for dutiful devotion's sake—and for her own, aged seventy-nine. 1668.")
Ifølge Bernadette Andrea (2017) viser teksten, at Teresa undergravede de patriarkalske kønsroller fælles for de muslimske og kristne kulturer på sin tid.

## I populærkulturen
Teresas og hendes mands eventyr, og hvad Andrea kalder deres "sammensatte personligheder", inspirerede til en række litterære og billedkunstneriske værker. Ifølge Manoutchehr Eskandari-Qajar satte Shirley og hans "eksotiske kone med en endnu mere eksotisk livshistorie" gang i en stor nysgerrighed og interesse blandt deres samtidige i Vesten. På sine rejser mellem Persien og Europa blev Teresa bemærket af samtidige forfattere, kunstnere og europæiske kongelige huse. Rejseskribenten Thomas Herbert beskrev Shirley som "den største rejsende på sin tid", mens han beundrede den "uforfærdede Lady Teresa". Teresa og hendes mand blev altid fremhævet for deres eksotiske påklædning. Ved alle højtstående møder dukkede Shirley op i sit persiske højstatustøj af silke og fløjl.
Værker inspireret af parret inkluderer to portrætter af van Dyck, pamfletter på mange sprog og Jacobean-skuespil, herunder The Travels of the Three English Brothers. Lady Mary Wroths Urania blev delvist påvirket af Teresia Sampsonias rejser til England med sin mand. Tuson hævder, at Teresas historie er blevet overskygget af "Shirleyernes delvis selvskabte myte", som blev hovedemne i mange af de samtidige "biografier samt senere historiske studier". Carmen Nocentelli bemærker, at "Teresas skikkelse er generelt blevet overskygget af hendes mandlige slægtninge". Ifølge Nocentelli:
 Whether she is identified as "Sir Robert Sherley...his Persian lady", "the Sophies Neece," or "the King of Persia his cousin Germaine", she is little more than a prop in the so-called Sherley myth, a tale of masculine globe-trotting featuring Robert and his two older brothers, Anthony and Thomas, as exemplars of English prowess and entrepreneurism.

Nocentelli tilføjer dog, at Teresas forklejnelse som en betydelig historisk figur var begrænset til England; uden for England var "Teresa Sampsonia Sherley en betydningsfuld skikkelse i og af sin egen ret". Den samtidige italienske rejsende Pietro della Valle anså Teresa som en "Ambassadør for Kongen af Persien", som Nocentelli fortolker til, at Teresa var på "lige fod med sin mand". I 2009 var der i London to simultane udstillinger, hvor Teresa og hendes mand indgik: Shah 'Abbas: Remaking of Iran (British Museum, februar til juni 2009) og Van Dyck and Britain (Tate Britain, februar til maj 2009).

### Uddybende noter
1. ↑  Hendes fornavn ved dåben er også skrevet "Teresia", "Theresia" eller "Theresa".[1]
2. ↑  To-bindssættet blev omredigeret og genudgivet i 2012 af I.B. Tauris.[6]
3. ↑  Ifølge Canby (2009) kan pistolen og uret "være allusion for Roberts rolle for at fremme importen af europæisk teknologi til Iran".[11] Canby tilføjer, at pistolen også kan være en allusion til Teresas mod (med henvisning til de to begivenheder, hvor hun reddede Roberts liv: Efter at de havde taget af sted på deres første mission og senere, da de blev angrebet af fjendtlige portugisiske på vej til Goa).[12]
4. ↑  Græsk eller georgisk ortodoksi.[14]
5. ↑  Hendes far Ismail Khans fødselsnavn er usikkert. På hendes grav betegnes han som "Samphuffus", men ifølge Chick & Matthee (2012) og Andrea (2017) var han også kendt under navnet "Sampsuff Iscaon".[17]
6. ↑  Teresas tante var én af kong Abbas 1.s yndlingskoner.[21]
7. ↑  Andrea (2017) finder det sandsynligt, at den safavidiske konge havde arrangeret Teresas ægteskab med Shirley som belønning for hans gerninger.[23]
8. ↑  Amazonerne er traditionelt forbundet med Sortehavsregionen, der ofte er forbundet med en stor del af tjerkessernes forfædres hjemland.[28]
9. ↑  Andrea (2017) er enig med Canby (2009) og refererer til Henry som "muligvis den første angel-persiske født i England".[34]
10. ↑  Omkring den tid var englænderne blevet en stor trussel mod det portugisiske koloniimperium i Det Indiske Ocean og i Den Persiske Bugt.[39]
11. ↑  Apostasi blev (og er) betragtet som en forbrydelse strafbar med dødsstraf i islam.[47]
12. ↑  "Land of the Amazons" (nogle gange oversat til "region of the Amazons") er endnu en reference til hendes tjerkessiske oprindelse.[28]

## Yderligere læsning
- Davis, Dick (2002), Belonging: Poems, Ohio University Press, s. 18-20, ISBN 978-0-8040-4005-1
- Maclean, Gerald (2011), Britain and the Islamic World: 1558-1713, Oxford, UK: Oxford University Press, ISBN 978-0-19-161990-8